# Jonathan Rosenbaum
Jonathan Rosenbaum (Florence, Alabama, 27 de febrero de 1943) es un crítico cinematográfico estadounidense. Publicó artículos en Film Comment, The Village Voice, Sight & Sound, Cahiers du Cinema y Caiman cuadernos de cine, entre otras publicaciones. Fue el crítico del Chicago Reader entre 1987 y 2008. Ha publicado varios libros sobre cine, entre ellos Moving Places: A Life in the Movies, Essential Cinema y Las guerras del cine: cómo Hollywood y los medios conspiran para limitar las películas que podemos ver. 
El cineasta Jean-Luc Godard expresó sobre de Rosenbaum: «es uno de los mejores, hoy no tenemos escritores como él en Francia. Es como André Bazin».
Su último libro traducido al español es Adiós al cine, bienvenida la cinefilia (2018).

## Vida
Rosenbaum creció en la única casa de Frank Lloyd Wright en Alabama, estado en el que su padre poseía una pequeña cadena de multicines. Más tarde vivió en París, trabajando por poco tiempo como asistente del director Jacques Tati y participando ocasionalmente como extra en alguna película de Robert Bresson. Posteriormente regresó a los Estados Unidos, lugar en el que ha adquirido su actual fama profesional.

## Relevancia
En Estados Unidos se le considera una importante figura del periodismo cinematográfico, ya que defiende abiertamente la difusión y el estudio de las películas de otros países. Opina también que Hollywood y los medios de información tratan de evitar que los espectadores estadounidenses se interesen por las películas extranjeras, idea esta en torno a la que gira su libro más popular, Movie Wars: How Hollywood and the Media Limit What Movies We Can See (traducible como: "La guerra del cine: Cómo Hollywood y los medios limitan las películas que podemos ver"). Es famosa asimismo su lista personal de las 100 mejores películas de la historia, hecha en 1998 y en contraposición a la elaborada por el AFI, que según él mismo se preocupaba exclusivamente por el éxito comercial de las películas. En 2004 elaboró una nueva lista en la que figuraban sus 1000 películas predilectas.
Rosenbaum ha escrito el análisis más destacado de la película de Jim Jarmusch Dead Man, que incluye entrevistas grabadas con el cineasta. Ha editado This is Orson Welles (1992) por Welles y Peter Bogdanovich, una colección de entrevistas y otros materiales relativos al autor de Ciudadano Kane. También participó en la reconstrucción de la película Sed de mal, cuyo nuevo montaje estaba basado en las directrices indicadas por el propio Welles en un extenso escrito que este envió a Universal Pictures en la década de 1950.

### Como autor
- Moving Places: A Life in the Movies (1980)
- Midnight Movies (1983) (con J. Hoberman)
- Film: The Front Line 1983 (1983)
- Greed (1993)
- Placing Movies: The Practice of Film Criticism (1995)
- Movies as Politics (1997)
- Dead Man (2000)
- Movie Wars: How Hollywood and the Media Limit What Films You See (2002); traducción en español: Las guerras del cine: cómo Hollywood y los medios conspiran para limitar las películas que podemos ver, Dirección General de Publicaciones, Gobierno de la Ciudad de Buenos Aires, 2001, ISBN 987-98718-0-4
- Abbas Kiarostami (Contemporary Film Directors) (2003) (con Mehrnaz Saeed-Vafa)
- Essential Cinema: On the Necessity of Film Canons (2004) ISBN 0-8018-7840-3
- Discovering Orson Welles  (2007) ISBN 0-520-25123-7
- The Unquiet American: Transgressive Comedies from the U.S. (2009) ISBN 978-3-89472-693-5
- Goodbye Cinema, Hello Cinephilia: Film Culture in Transition (2010) ISBN 978-0-226-72664-9 [traducción al español: Adiós al cine, bienvenida la cinefilia, Monte Hermoso Ediciones, 2018]

### Como editor
- This is Orson Welles (1992)
- Movie Mutations: The Changing Face of Cinephilia (2003) (con Adrian Martin)